# Ontologia (informatyka)
Ontologia – formalna reprezentacja pewnej dziedziny wiedzy, na którą składa się zapis zbiorów pojęć (ang. concept) i relacji między nimi. Zapis ten tworzy schemat pojęciowy, który będąc opisem danej dziedziny wiedzy, może służyć jednocześnie jako podstawa do rozumowania o właściwościach opisywanych ontologią pojęć.

## Historia
Termin ontologia wykorzystywany jest w informatyce od 1967 roku. Większego znaczenia ontologie komputerowe zaczęły nabierać w latach 90. XX wieku, gdy ukazał się artykuł Thomasa Grubera, w którym zdefiniował on ontologię jako formalną, jawną specyfikację wspólnej konceptualizacji. Kolejnym katalizatorem popularności ontologii komputerowych stało się ujęcie ich jako fragmentu (warstwy) w koncepcji sieci semantycznej przez Tima Bernersa-Lee i współpracowników.

## Klasyfikacja
Pod pojęciem ontologii mogą się kryć różne struktury wiedzy, a i przeznaczenie czy zakres stosowania ontologii może być wieloraki. Stąd wskazać można na określone podziały rodzajów ontologii.
Ze względu na stopień formalizacji możemy wyróżnić następujące rodzaje ontologii (od najmniej do najbardziej sformalizowanych):
- nieformalne:
  - predefiniowane słownictwo,
  - słowniki,
  - tezaurusy,
  - taksonomie,
- formalne:
  - ontologie oparte na danych,
  - ontologie oparte na logice.

Ze względu na zakres stosowania ontologii wyróżnia się (od najszerszego do najwęższego):
- ontologie wyższego poziomu (ang. upper ontologies),
- ontologie dziedzinowe (ang. domain ontologies),
- ontologie aplikacyjne[6].

Przykładem ontologii wysokiego poziomu jest ontologia DOLCE (ontologia najbardziej ogólnych, uniwersalnych i abstrakcyjnych pojęć) oraz – mniej uniwersalna, ale wciąż wysokopoziomowa – ontologia OWL-S (ontologia usług/serwisów Webowych). Przykład abstrakcyjnej ontologii dziedzinowej to ontologia dot. sieci sensorycznych (ang. Semantic Sensor Networks), a ontologii dziedzinowej – ontologia czynności codziennych (ang. Activities of Daily Living Ontology). Inne przykłady ontologii dla świata internetu rzeczy można znaleźć w pracy Bajaja i in. Przykładem ontologii aplikacyjnej (z racji swojej natury mającą ograniczoną liczbę zastosowań) jest Experimental Factor Ontology.

## Języki
Do języków zapisu ontologii lub wspierających taki zapis zaliczają się:
- OWL (Web Ontology Language)
- RDF (Resource Description Framework)
- RDF Vocabulary Description Language (RDF Schema, RDFS)
- OCML (Operational Conceptual Modeling Language)
- Knowledge Interchange Format(inne języki) (KIF)
- LOOM
- XML (Extensible Markup Language)